# Марими, Коби
Яаков (Коби) Марими (ивр. יעקב (קובי) מרימי‎, род. 8 октября 1991, Рамат-Ган, Тель-Авивский округ) —  израильский певец и актёр, выигравший шестой сезон в проекте «Ха-Кохав ха-Ба». Это дало ему право представлять свою страну на «Евровидении-2019» на родной земле.
Марими является профессиональным актёром и получил награду как самый многообещающий актёр на Музыкальном театральном фестивале в Израиле.

## Биография
Коби Марими родился и вырос в Рамат-Гане, в семье владельцев продуктового магазина, у него есть две старшие сестры.
В детстве Коби учился в актёрской студии Nissan Nativ.

## Личная жизнь
Марими — холостяк и живёт в Тель-Авиве. До начала выступлений в качестве певца он работал кассиром в кинотеатре «Lev Cinema», а также администратором в баре.